# Apóstoles de la Sagrada Familia
La Congregación Apóstoles de la Sagrada Familia (oficialmente en italiano: Apostole della Sacra Famiglia) es una congregación religiosa católica femenina de vida apostólica y de derecho pontificio, fundada por el arzobispo de Mesina, Giuseppe Guarino, en 1888, con el fin de trabajar en la promoción de las familias en la pastoral diocesana. A las religiosas de este instituto se las conoce como hermanas apóstoles y posponen a sus nombres las siglas A.S.F.

## Historia
La Congregación Apóstoles de la Sagrada Familia fue fundada en 1888, en San Pier Niceto, una pequeña ciudad de la provincia de Mesina, por Giuseppe Guarino, arzobispo de Messina (más tarde cardenal). Guarino quería que esta nueva fundación para proteger la santidad de la familia: colocando la advocación de la Santa Familia de Nazaret como modelo de perfección para la familia cristiana. Luego de muchas vicisitudes y gracias a la obra de la Madre Teresa Ferrara (considerada cofundadora del instituto), las Apóstoles fueron capaces de recuperarse del terremoto que destruyó Mesina en 1908 y puso en riesgo supervivencia del instituto.
El 23 de noviembre de 1890, el instituto recibió la aprobación como congregación religiosa de derecho diocesano y en la actualidad, es reconocida por la Santa Sede como congregación de derecho pontificio.

## Organización
La Congregación Apóstoles de la Sagrada Familia es un instituto religioso de derecho pontificio centralizado, cuyo gobierno recae en la superiora general, a la que los miembros del instituto llaman Madre general. A ella, le coadyuva su consejo, elegido para un periodo de seis años. La sede central se encuentra en Mesina (Italia). El instituto en miembro de la Familia Salesiana.
Continuando con el compromiso apostólico de los fundadores, y abiertos a los signos de los tiempos, las hermanas apóstoles practican los consejos evangélicos (castidad, pobreza y obediencia) y se dedican a promoción de la integridad y la santidad de la familia a través del ministerio de pastoral familiar, en el cuidado de los niños y en la educación de la juventud. En 2015, el instituto contaba con unas 69 religiosas y 14 comunidades, presentes en Argentina, Brasil e Italia.